# 宮古民謡
宮古民謡（みやこみんよう）は、日本の沖縄県宮古列島で古くから歌い継がれている民謡である。宮古方言で「アーグ」、「アヤグ」と呼ばれ、漢字では「綾語」と書くる。
代表的な歌は、「とうがにあやぐ」、「なりやまあやぐ」、「漲水のクイチャー」など。

## 特徴
神歌、古謡、民謡に大別され、神歌は主に地元の言葉で「カニスマ」と呼ばれる楽器を用いないアカペラで歌われる。古謡、民謡は代々「カニスマ」で歌われてきたが、20世紀に入ってピアノやオルガンで伴奏がつけられ、20世紀中ごろに沖縄の伝統楽器三線の伴奏が付けられた。歌詞は琉球民謡の八・八・八・六の琉歌形式を用いず比較的自由に歌詞をあてはめ、叙情的な曲調が多い。
神に祈りを捧げるための歌（ニーリ）から、豊作、税金完納の祈願、喜び（豊年の歌）、宮古の歴史上の英雄（目黒盛豊見親、仲宗根豊見親など）や琉球王朝時代に宮古島を担当するために首里王府から派遣されてきた役人を称える歌（「池間ぬ主」、「根間の主」、「とうがにあやぐ」など）、恋歌（「伊良部トーガニー」、「かぬしゃがまよ」など）、雨乞いの歌（クイチャー）など人間が生きていくうえで経験する数々の出来事をテーマにした楽曲が歌われている。

## 起源
宮古民謡の起源は各地域の御嶽や神社、島の聖地と呼ばれる場所などで行われる神事や祭事を司る際に、神に捧げる祈りの言葉が抑揚を付けて祈られていた。やがてその祈りが次第にメロディックな要素を持ち始める様になり、いつしか神と人間とが繋がり、神に捧げ、願う為の神歌と呼ばれる様になっていった（地元の言葉で「ニーリアーグ」、祈りの歌、願いの歌と呼ばれる）。これらは宮古島の各集落の神事で歌われる神歌から、クイチャーアーグ、長アーグ、トーガニーアーグ、ションカネー（しゅんかに）といった歌が派生し、それが様々な形に枝分かれして宮古島の集落ごとに普及、浸透していった。

## 神歌
神歌は主に、ニーリ、ターシ、フサ、ピャーシといった種類に分類される。

## 三線の演奏
宮古民謡の三線の伴奏は1950年代から1960年代にかけて、古堅宗雄、友利明令、平良恵清らが中心となって作られた。その際、古堅が学んでいた琉球古典音楽の要素が随所に取り入れられ、伴奏の重要な基盤となっている。